# 祥伝社新書
祥伝社新書（しょうでんしゃしんしょ、SHODENSHA SHINSHO）は、祥伝社が発行する新書レーベル。

## 概要
2005年2月25日創刊。毎月2日頃に、数点ずつ刊行されている。創刊当時は、隔月ペースの刊行だった。
祥伝社がかつて刊行していた新書シリーズに、ノン・ブックがあり、このレーベル名の「ノン」（否定）には、既成の概念を否定し、新しい価値を探っていこうという思いが込められており、その精神を祥伝社新書でも受け継がれている。
ノン・ブックは、読者が関心を寄せる話題をわかりやすく伝えること、そして、いわゆる「教養」という枠を飛び出して、これまでにはなかった何か新しい考え方や見方を提示することをコンセプトとしていた。祥伝社新書でも、こうしたコンセプトが大切にされている。
祥伝社内では、「教養」という言葉に大きな抵抗を抱く人が多く、専門的であるかどうかはさておき、とにかくわかりやすく書こう、という考えがある。専門家主導の本ではなく、編集者主導の本づくりを目指している。そのために、著者によっては、わかりやすくするために、あえて代筆する人を探すこともある。
電子書籍版も出されている。
タイトルについては、社長も参加して決められており、あまり奇抜なタイトルにならないように配慮されている。1冊の本を仕上げるのに、1年くらいかけることが目標とされている。
装丁は盛川和洋による。カバーのヒツジのイラストは武田史子による。
巻末には、100字書評のための原稿用紙がついている。
2008年2月に通巻100点を、2010年4月に通巻200点を、2012年11月に通巻300点を突破した。
ヴィジュアル版も刊行されており、『江戸の大名屋敷を歩く』『東京の古墳を歩く』『江戸城を歩く』 『江戸の神社・お寺を歩く［城西編］』『江戸の神社・お寺を歩く［城東編］』『正真正銘 五ツ星源泉宿66』などがある。

### 新しい試み
新しい試みとしては、手塚治虫の短編漫画を収めた『手塚治虫「戦争漫画」傑作選』や『手塚治虫傑作選「家族」』などがある。また、慶應義塾高校の人気講師、佐久協の授業をそのまま書籍化した『高校生が感動した「論語」』や『ビジネスマンが泣いた「唐詩」100選』も新しい試みといえ、前者はベストセラーになっている。なお、漫画を収録したものとしては、チャールズ・M・シュルツ『悩んだときに元気が出るスヌーピー』『気持ちが楽になるスヌーピー』『ついてないとき心が晴れるスヌーピー』『励まされたいときのスヌーピー』もある。

## 創刊ラインナップ
創刊ラインナップは以下の通り。
1. 抗癌剤 知らずに亡くなる年間30万人（平岩正樹）
2. 模倣される日本 映画、アニメから料理、ファッションまで（浜野保樹）
3. 「震度7」を生き抜く 被災地医師が得た教訓（田村康二）
4. ガンダム・モデル進化論（今柊二）
5. ウチの社長は外国人 成功起業家10人のサムライ精神（大宮知信）